# Rhadinella rogerromani
Rhadinella rogerromani là một loài rắn trong họ Rắn nước. Loài này được Köhler & Mccranie miêu tả khoa học đầu tiên năm 1999.